# Mårten Kähler
Mårten Kähler, född 1728, död 1773, var en svensk läkare, talare och poet. Han studerade för Carl von Linné och Nils Rosén von Rosenstein. År 1747 försvarade han en avhandling under Linné. Kähler utnämndes 1758 till ordinarie militärläkare vid flottan i Karlskrona, 1760 befordrades till 
Amiralitets-medicus.